# Anthaxia fulgurans
Anthaxia fulgurans es una especie de escarabajo del género Anthaxia, familia Buprestidae. Fue descrita científicamente por Schran en 1789.